# Charles Philippe Dieussart
Charles Philippe Dieussart, auch Charle Philippe Dieussart (* um 1625; † 1696) war ein Architekt und Bildhauer, der in Deutschland wirkte. 

## Leben

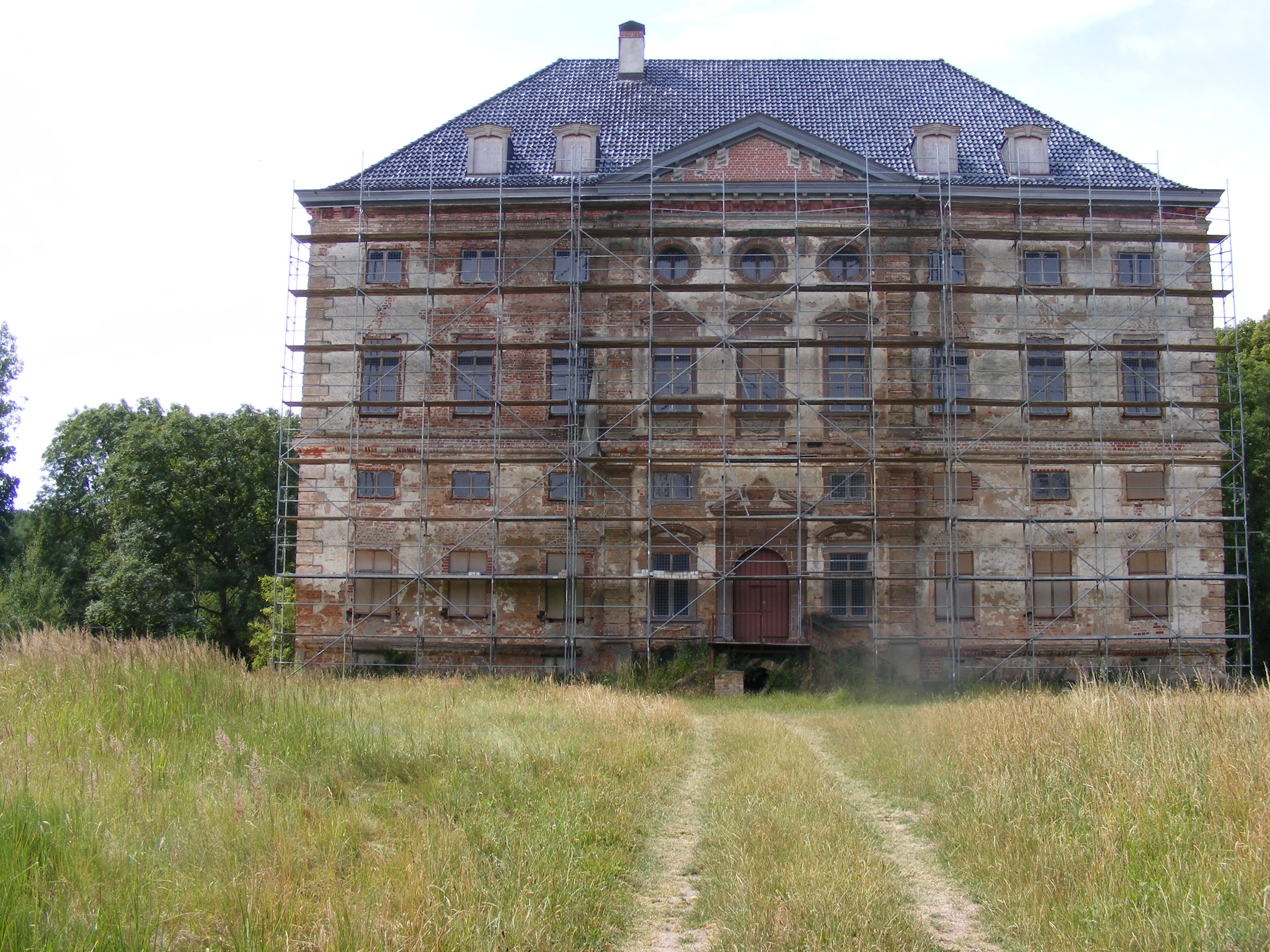
Schloss Rossewitz bei Güstrow

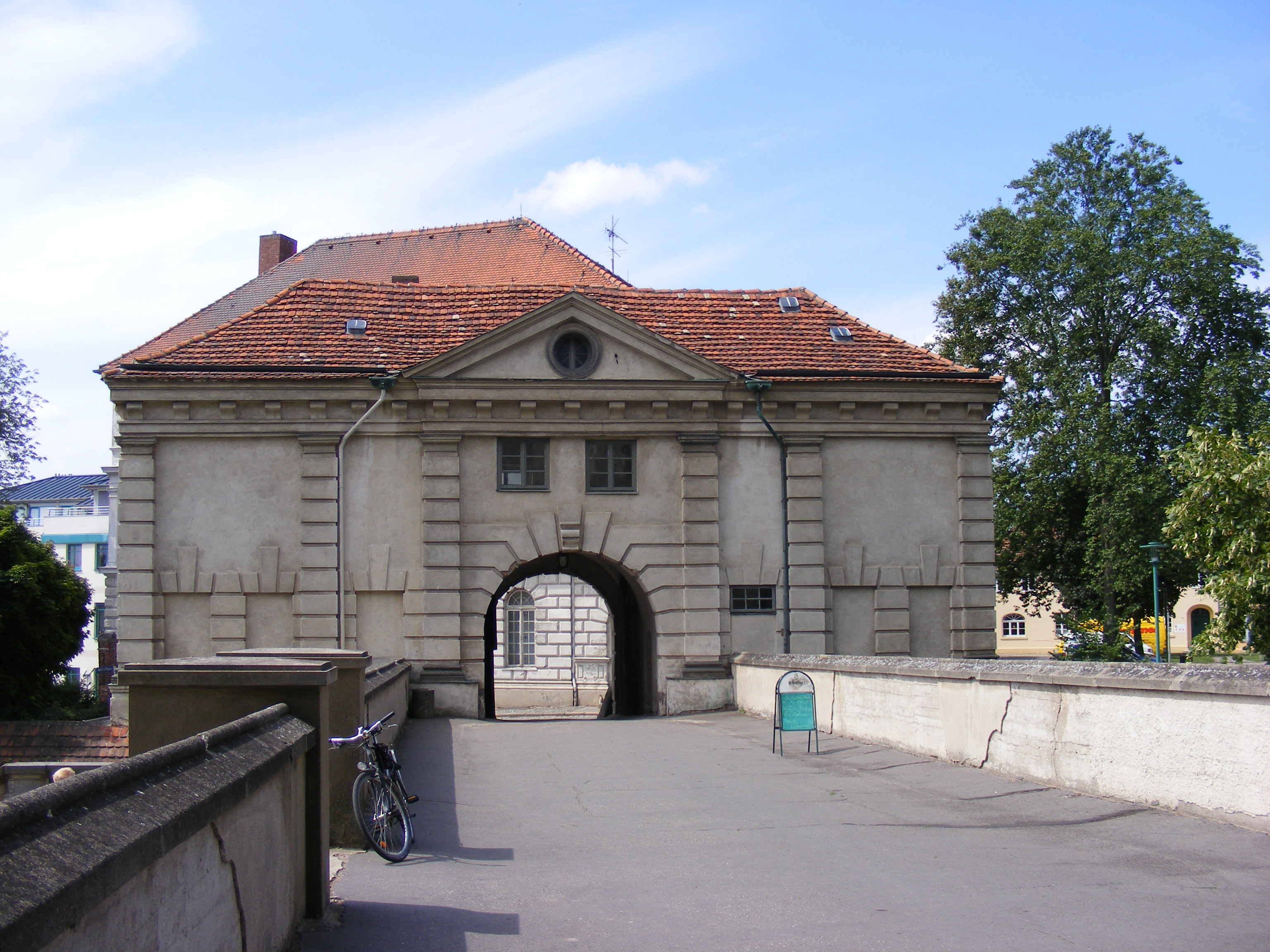
Torhaus des Güstrower Schlosses, von der Schlossseite aus gesehen

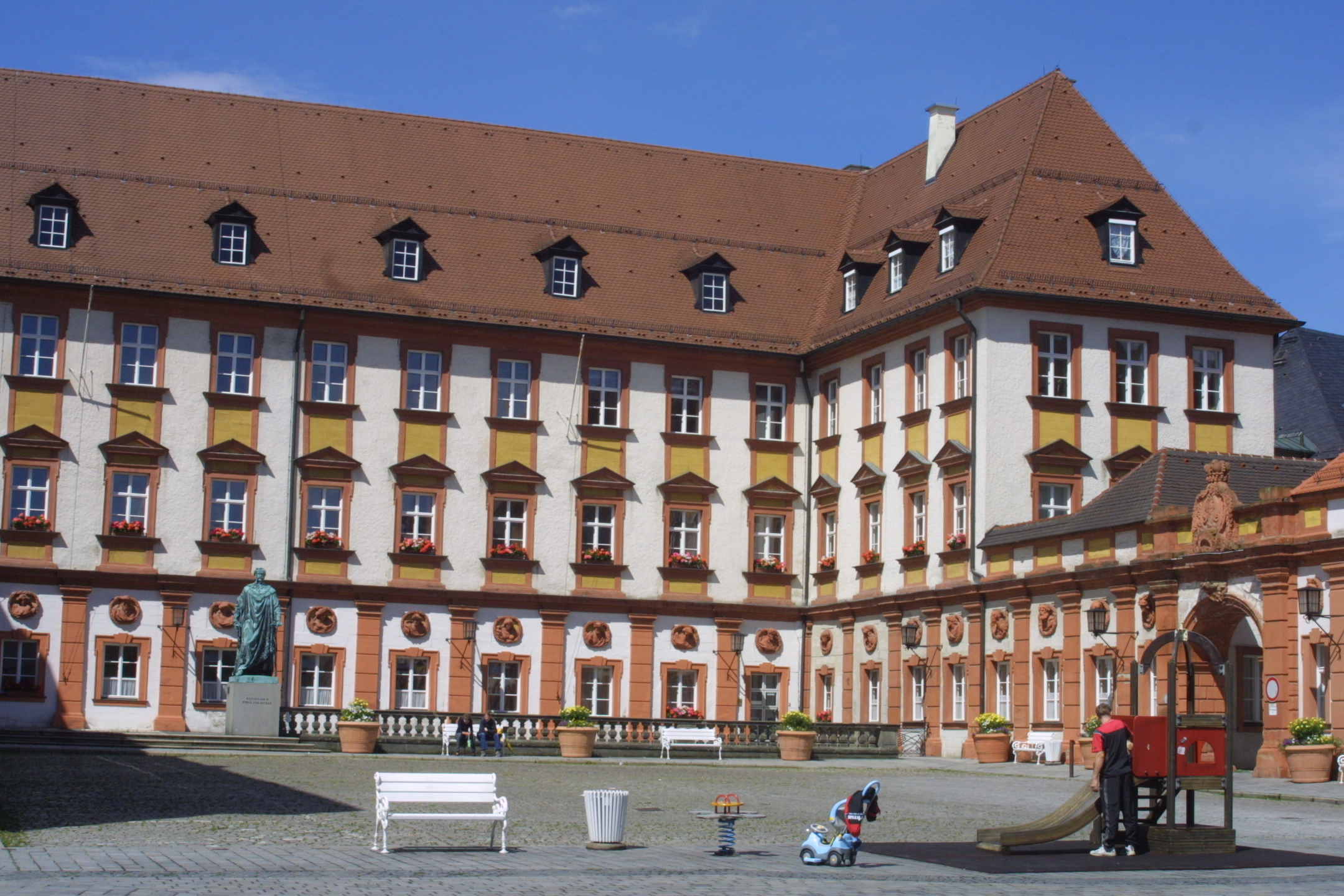
Altes Schloss Bayreuth

Charles Philippe Dieussart war vermutlich ein aus Holland stammender Hugenotte. Sein Bruder war der in Schweden wirksame Bildhauer Jean Baptist Dieussart.
1657 trat Dieussart in die Dienste des Herzogs Gustav Adolf von Mecklenburg-Güstrow. Zu seinen ersten Werken in Mecklenburg und zugleich einem seiner wichtigsten gehört das Herrenhaus Rossewitz, der erste Barockbau in Mecklenburg. Bekannt ist auch das Grabmal für Günther von Passow im Güstrower Dom. Auch der Bau des Torhauses am Schloss Güstrow (1671) wird ihm zugeschrieben. Ein weiterer Schwerpunkt seiner Arbeit war das Schloss Dargun, wo er unter anderem den Westflügel umbaute. 
Mehrere Reisen führten ihn durch Europa, unter anderem nach Kopenhagen, wo er 1668 die Möglichkeit bekam, für König
Frederik III. zu arbeiten. Auf Bitten von Herzog Gustav Adolf verzichtete der König jedoch, und Dieussart kehrte nach Güstrow zurück. 1679 gab er das Buch Theatrum Architecturae civilis heraus, das einen großen Einfluss in jener Zeit hatte.
Anschließend ging er als kurfürstlicher Baumeister und Bildhauer nach Brandenburg-Preußen in den Dienst des Großen Kurfürsten Friedrich Wilhelm. Sein Hauptwerk dort ist das Jagdschloss Glienicke (1682–1693 erbaut).
Seine letzten Lebensjahre verbrachte er im Fürstentum Bayreuth in den Diensten von Markgraf Christian Ernst als Hof- und Landbaumeister. Dabei leitete er den Umbau des Alten Schlosses am Bayreuther Marktplatz, unter anderem erhielt das Residenzschloss ab 1691 eine einheitliche Fassadengestaltung nach seinem Entwurf. Nach seinem Tode wurde Leonhard Dientzenhofer sein Nachfolger, dessen Werk auch von Dieussart beeinflusst worden war.

## Schriften
- Theatrum Architecturae civilis. Güstrow 1682. (Digitalisat)